# Tazoe Tetsuji

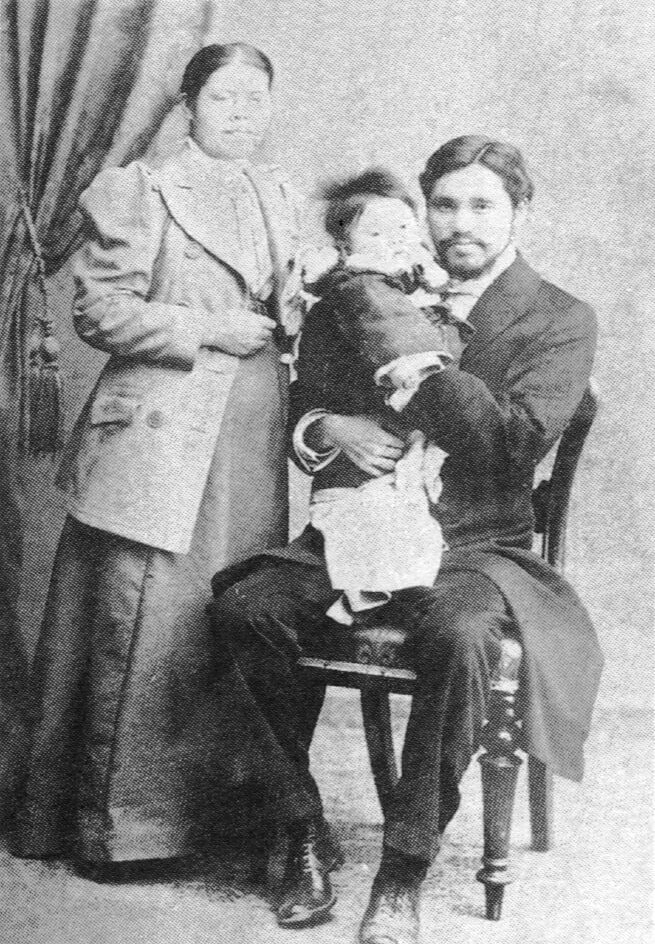
Tazoe Tetsuji

Tazoe Tetsuji (japanisch 田添 鉄二; geb. 24. Juli 1875 in der Präfektur Kumamoto; gest. 19. März 1908) war ein japanischer Sozialist.

## Leben und Werk
Tazoe Tetsuji besuchte die Englischschule in Kumamoto (熊本英学校, Kumamoto eigakkō), in Nagasaki das Chinzeigakuin (鎮西学院) und bildete sich dann an der Universität Chicago im Fach Religionswissenschaften weiter, wo er mit sozialistischen Ideen in Berührung kam. Nach seiner Rückkehr im Jahr 1900 war er in Nagasaki als Schriftleiter der Zeitungen „Nagasaki e-iri shimbun“ (長崎絵入新聞) und „Chinzei nippō“ (鎮西日報) tätig.
1904 zog Tazoe nach Tōkyō und veröffentlichte im Oktober mit der Unterstützung von Sakai Toshihiko (1871–1933) im Verlag „Heimin Bunko“ (平民文庫) sein Erstlingswerk „Keizai shinka-ron“ (経済進化論) – „Evolutionstheorie der Wirtschaft“, womit er zur Entwicklung der sozialistischen Bewegung in Japan beitrug. Er publizierte dann in „Shin-kigen“ (新紀元), „Hikari“ (光), „Heimin shimbun“ (平民新聞), „Shakai shimbun“ (社会新聞) und anderen sozialistischen Blättern seine Theorien. Beispielhaft ist sein Beitrag „Entwicklung des Weltfriedens“ (世界平和の進化. Sekai heiwa no shinka) in „Shin-Kigen“.
Auf der 2. Generalversammlung der Sozialistischen Partei Japans kam es zu einer heftigen Auseinandersetzung mit Kōtoku Shūsui (1871–1911) über den richtigen Weg zum Sozialismus, die viel beachtet wurde. Kōtoku vertrat einen radikalen Weg, der einen Umsturz nicht ausschloss, während Tazoe für einen Weg über den Reichstag eintrat, aber unterlag. Kurz darauf wurde die Partei verboten.
Taoze starb im Alter von nur 33 Jahren. Sein früher Tod durch Tuberkulose, mitbedingt durch bittere Armut, wurde von vielen Menschen bedauert.